# 无锡市计量科学研究所
31°30′18″N 120°21′47″E / 31.50490°N 120.36311°E
无锡市计量科学研究所，是位于中华人民共和国江苏省无锡市的一个科研机构。

## 沿革
1960年4月25日，无锡市计量科学研究所经无锡市科委批准成立。1969年，更名为无锡市计量管理所。1986年1月，恢复所名无锡市计量科学研究所，与无锡市计量测试中心合署（1984年创建），隶属无锡市标准计量局。1990年2月，经无锡市编制委员会批准独立。主要负责进行计量技术研发、石英力传感、加速度传感器研制及应用等。